# Santa Fe de Yapacaní
Santa Fe de Yapacaní ist eine Kleinstadt im Departamento Santa Cruz im südamerikanischen Anden-Staat Bolivien.

## Lage im Nahraum
Santa Fe de Yapacaní ist die größte Stadt des Municipios San Carlos in der Provinz Ichilo. Die Stadt liegt auf einer Höhe von 304 m am rechten Ufer des Río Yapacaní an der Mündung des Río Surutú, sieben Kilometer östlich der Mittelstadt Yapacaní.

## Geographie
Santa Fe de Yapacani liegt östlich vorgelagert der bolivianischen Cordillera Oriental am Rande des bolivianischen Tieflandes.
Die Jahresdurchschnittstemperatur der Region liegt bei etwa 24 °C (siehe Klimadiagramm Santa Fe de Yapacaní) und schwankt nur unwesentlich zwischen knapp 21 °C im Juni und Juli und gut 26 °C von November bis Januar. Der Jahresniederschlag beträgt etwa 1800 mm, bei Monatsniederschlägen zwischen 60 mm im Juli und durchschnittlichen Höchstwerten von 200 bis 300 mm in den Sommermonaten von Dezember bis Februar.

## Verkehrsnetz
Südöstlich von Santa Fe de Yapacaní in einer Entfernung von 120 Straßenkilometer liegt Santa Cruz, die Hauptstadt des Departamentos.
Santa Fe de Yapacaní liegt an der 1657 Kilometer langen Nationalstraße Ruta 4, die von Tambo Quemado an der chilenischen Grenze in West-Ost-Richtung das gesamte Land durchquert und nach Puerto Suárez an der brasilianischen Grenze führt. Sie führt über Cochabamba und Villa Tunari nach Santa Fe de Yapacani und weiter über Santa Cruz und Roboré nach Puerto Suárez. Die Straße ist von der chilenischen Grenze bis Pailón komplett asphaltiert, erst im weiteren Verlauf ist sie unbefestigt.

## Bevölkerung
Die Einwohnerzahl der Stadt ist in den vergangenen beiden Jahrzehnten auf etwa das Doppelte angestiegen:
| Jahr | Einwohner | Quelle       |
| ---- | --------- | ------------ |
| 1992 | 4 029     | Volkszählung |
| 2001 | 5 880     | Volkszählung |
| 2012 | 8 454     | Volkszählung |
| 2024 |           | Volkszählung |

Aufgrund der Mitte des 20. Jahrhunderts erfolgten Zuwanderung aus dem Altiplano weist die Region einen gewissen Anteil an Quechua-Bevölkerung auf, im Municipio San Carlos sprechen 23,8 Prozent der Bevölkerung Quechua.